# Миколай Кишка (воєвода підляський)
Миколай Кишка (1520/1524 – 1587) — державний діяч, урядник Великого князівства Литовського, згодом Речі Посполитої.

## Життєпис
Походив з польсько-білоруського магнатського роду Кишок гербу Домброва. Молодший син Петра Кишки, воєводи полоцького, і Олени Іллінич. 1552/1553 року призначається на посаду крайчого великого литовського. 1555 року стає великим підчашиїм литовським. 1556 року отримав староство дорогичинське.
З 1560 року разом із дружиною Мариною був власником маєтку з осідком у Рудці, який обміняв у Станіслава Полонського на ґрунти Лужина та Полочан Ошмянського повіту. 1564 року обирається послом (депутатом) на сейм в Більську, де король Сигізмунд II Август, видав привілей, яким урівнював шляхту в правах та впроваджував єдину судову систему.
Був прихильником тісного політичного союзу Великого князівства Литовського і королівства Польського. У 1563—1565 роках брав участь у підготовці унії цих держав. За це у 1568 році був призначений старостою бельським, а 1569 року (після підписання Кишкою акта Люблінської унії), незважаючи на опозицію Василя Тишкевича, підляським воєводою.
Був сенатором, який разом з іншими займався організацією похорону короля Сигізмунда II Августа і в 1573 брав участь у процедурі обрання нового короля Генріха Валуа.
1575 року під час виборів нового короля Речі Посполитої спочатку був на боці кандидатури імператора Максиміліана II Габсбурга, протидіючи Стефану Баторію. Проте згодом брав участь в коронаційному сеймі. Втім ніколи не належав до його прихильників, і навіть чинив опір волі короля щодо звільнення від податей міщан Дорогичин.
1583 року придбав маєток Костянтинів на Мельнищині та частина маєтку Докудув із садибою та 2/3 міста Докудува. Помер 1587 року.

## Родина
1. Дружина (з 1555 року) — князівна Марина Мстиславська
дітей не було
2. Дружина (з 1563 року) — Барбара, доньки Єроніма Ходкевича, каштеляна віленського
Діти:
- Миколай (ок. 1565—1620), староста дорогочинський
- Барбара (1570—1606)